# Роткопф, Луис
Луис Роткопф (англ. Louis Rothkopf; 11 октября 1902, Кливленд, Огайо, США — 17 июля 1956, Бейнбридж, округ Джеога, Огайо, США), также известный как Луис Роди (Louis Rhody), Лу Роди (Lou Rody) или Джон Зарумба (John Zarumba) — американский бизнесмен и профессиональный преступник. Он был бутлегером в Кливленде (штат Огайо) во время «сухого закона» в 1920-х и 1930-х годах. В 1940-х и 1950-х годах Роткопф был инвестором в казино в Лас-Вегасе и в ипподромы в Огайо и Кентукки.

## Биография
Луиc Роткопф три года проучился в старшей школе и в 1929 году женился на Бланш Морган. У пары детей не было. Среди танцовщиц он был известен как «дядя Луи» (Uncle Louie).
Став бутлегером, Роткопф много ездил и руководил производством алкоголя для «Кливлендской четвёрки» (Cleveland Four), также известной как Кливлендский синдикат (Cleveland Syndicate). Роткопфу приписывают «возведение и эксплуатацию крупнейших нелегальных винокуренных заводов, когда-либо найденных в Соединённых Штатах».
Вместе со своими коллегами он содержал номер в отеле Hollenden в Кливленде. В начале 1930-х годов Роткопф был партнёром компании Prospect Advertising Co., которая использовалась как прикрытие для игорного бизнеса.
К 1931 году пресса описывала Роткопфа как «рэкетира» из Кливленда, когда полиция разыскивала его как возможного свидетеля убийства члена Кливлендского совета Уильяма Э. Поттера.
В 1937 году Роткопф и Макс Даймонд были признаны виновными в уклонении от уплаты налогов при продаже спиртных напитков и приговорены к четырем годам тюремного заключения и штрафу в размере 5000 долларов. Суд решил, что они не уплатили налоги с продажи нелегального алкоголя на общую сумму сумму 150 000 долларов США.
Роткопф управлял Pettibone Club (первоначально Arrow Club), игорным клубом недалеко от Солона (штат Огайо), в тауншипе Бейнбридж, и был связан с гостиницей Jungle Inn, расположенной недалеко от Янгстауна (штат Огайо).
Роткопф был инвестором казино Desert Inn в Лас-Вегасе. Он также инвестировал в игорный бизнес в Кентукки и Огайо. В 1936 году вместе с Мо Далицем, Моррисом Клейнманом и Сэмом Такером Роткопф инвестировал в ипподромы River Downs и Thistledown в Огайо.
В 1952 году Роткопфа вместе с Моррисом Клейнманом попросили дать показания перед сенатским комитетом по расследованию преступлений под председательством сенатора от Теннесси Эстеса Кефовера по обвинениям в бутлегерстве. Когда они отказались, потому что не хотели, чтобы СМИ присутствовали на их слушаниях, их обвинили в неуважении к Конгрессу, но затем оправдали.

## Личная жизнь и смерть
Роткопф и его жена Бланш проживали в поместье площадью 37 акров, расположенном в Бейнбридже (ранее здесь располагался загородный клуб Maple Leaf или Maple Club, игорное заведение, закрытое в 1927 году). Бланш Роткопф застрелилась 6 июня 1955 года. Год спустя, 17 июля 1956 года, Роткопф был найдён мёртвым в своей машине на территории поместья. Похоронен на Glenville Cemetery в Кливленде.
Его братом был Бенджамин Роткопф. Его племянник Бернард Роткопф работал на дядю в Кливленде и в отеле Desert Inn в Лас-Вегасе.
К моменту смерти состояние Луиса Роткопфа достигло 225 000 долларов (что эквивалентно 2 242 564 долларам в ценах 2021 года). Он завещал 5000 долларов пяти благотворительным организациям на общую сумму 25 000 долларов.